# Terence Young
Stewart Terence Herbert Young (ur. 20 czerwca 1915 w Szanghaju, zm. 7 września 1994 w Cannes) – brytyjski reżyser filmowy. Urodził się w Szanghaju, uczył się w szkole publicznej i studiował historię orientalną w St Catharine’s College na Uniwersytecie Cambridge. Young zdobył największą popularność dzięki wyreżyserowaniu 3 filmów z serii o Bondzie: Doktora No (1962), Pozdrowienia z Rosji (1963) i Operację Piorun (1965).
Jako czołgista podczas II wojny światowej Young brał udział w bitwie o Arnhem. W 1946 roku był jednym ze scenarzystów filmu Theirs Is the Glory (Ich jest chwała), opisującego działania wojenne na moście w Arnhem.
Young zaczynał jako scenarzysta filmów brytyjskich z lat 40. i lat 50., przed wyreżyserowaniem kilku filmów dla Irvinga Allena oraz Warwick Films Alberta R. Broccoliego w latach 50., włączając w to m.in. Czerwony Beret z Alanem Laddem. Znajomość z Broccolim zaowocowała złożeniem Youngowi oferty wyreżyserowania dwóch pierwszych filmów o Jamesie Bondzie, Doktora No i Pozdrowień z Rosji.
Zasiadał w jury konkursu głównego na 21. MFF w Cannes (1968).  
Young zmarł na atak serca w wieku 79 lat, podczas pobytu we francuskim Cannes.